# Jean-Pierre de Casamajor de Charritte
Pour les articles homonymes, voir Casamajor et Charritte.
Jean-Pierre de Casamajor de Charritte, né en septembre 1648 et mort le 17 octobre 1723 au Cap-Français (Saint-Domingue), est un officier de marine et administrateur colonial français des XVIIe et XVIIIe siècles. Entré jeune dans la Royale, il est grièvement blessé au large de Bordeaux, en repoussant l'attaque d'un convoi qu'il escortait. Handicapé, il est fait chevalier de Saint-Louis et obtient de passer dans l'administration des îles d'Amérique. Il est successivement gouverneur de l'île de Sainte-Croix (1er novembre 1706), gouverneur du Cap-Français (1706-1711), gouverneur de Saint-Domingue (1705-1707 puis 1710-1711), gouverneur de la Martinique (1711-1716).

## Biographie

### Origines et jeunesse
Jean-Pierre de Casamajor de Charritte est issu d'une ancienne famille basco-béarnaise, les Casamajor de Charritte. Son arrière-grand-père, Guicharnaud de Casamajor, notaire de Navarrenx puis Trésorier Receveur général du royaume de Navarre, est anobli en 1583 par Henri III de Navarre, futur Henri IV de France. Son grand-père, Josué de Casamajor, avait épousé en 1608, Jeanne de Charritte dont le nom est porté par sa descendance selon la coutume du pays de Soule dont elle était originaire.
Il est le troisième fils d'Isaac de Casamajor de Charitte (1625-v. 1670) et de sa femme Marie de Maytie. Ses deux frères ainés sont Henri et Jean. Né début septembre 1648, il est baptisé le 10 septembre 1648 Cadet de famille, il a 25 ans lorsqu'il entre dans la Marine royale et intègre une compagne de gardes de la Marine en 1683.

### Carrière dans la Marine royale
Il commence le service en mer par plusieurs campagnes au large de la Nouvelle-France, de la côte d'Afrique et aux Isles-du-Vent dans les Indes occidentales, avant de devenir enseigne de vaisseau commandant de l'île d'Yeu en 1689. Il est ensuite chargé d'une mission secrète en Angleterre. Lieutenant de vaisseau en 1693, il est commandant d'une frégate garde-côte de douze canons avec laquelle il repousse trois tentatives d'abordage d'un corsaire flessinguois de vingt-deux canons et de deux corvettes espagnoles de dix et douze canons à l'entrée de la rivière de Bordeaux, sauvant ainsi le convoi de cent cinquante navires marchands qu'il escortait.
Le cou percé d'une balle de fauconneau, l'épaule et la mâchoire fracassées, il ne pouvait plus s'alimenter que par des liquides. Cette blessure qui le handicapera pour le restant de sa vie détermine sa demande de permission de servir aux îles d'Amérique. En 1697, il reçoit une pension de 500 livres. Fait Chevalier de l'ordre royal et militaire de Saint-Louis le 1er avril 1698, il obtient la même année la lieutenance de roi de l'île de Sainte-Croix,.
Il assure l'intérim au poste de gouverneur de Saint-Domingue après la mort de Charles Auger, du 13 octobre 1705 jusqu'à l'arrivée de Choiseul-Beaupré le 28 décembre 1707. Promu au titre de gouverneur du Cap-Français en 1706, il assura en 1711, à la mort de Valernod, les fonctions de gouverneur général par intérim de la colonie.
Nommé gouverneur général des Isles-du-Vent, en 1711, il refuse cette place en raison de sa santé fragile et pour pouvoir continuer à surveiller ses plantations. Il est gouverneur de la Martinique du 1er septembre 1711 à 1716. On lui donne, cette année-là, la charge de lieutenant du gouverneur général de Saint-Domingue, dans l'exercice de laquelle il est mort le 17 octobre 1723, à l'âge de 75 ans.

### Conflits avec les flibustiers
M. de Charritte était doux, populaire, ennemi du despotisme, mais on lui a reproché d'avoir terni ces belles qualités par une insatiable cupidité. Cette cupidité fut au centre du différend qui l'opposa aux flibustiers de Pierre Morpain et donna lieu à une énorme correspondance.
M. de Charritte avait saisi la frégate que ramenaient Pierre Morpain et ses flibustiers. Malgré leur opposition, il se l'était fait adjuger pour 2 000 livres et revendue 6 000 livres livres quelques jours après

## Mariage et descendance
Il épouse en 1698, Marie Louise de La Doubart de Beaumanoir, fille de Charles de La Doubart de Beaumanoir et de Catherine de Lancry. De cette union naissent deux fils :
- Jean Vincent de Casamajor de Charitte (†1743)
- Charles de Casamajor de Charitte (1701-25 décembre 1780), Conseiller (16 juin 1725), puis président à mortier au parlement de Navarre (24 août 1732)

### Sources et bibliographie
- M. d'Aspect, Histoire de l'Ordre royal et militaire de Saint-Louis, vol. 3, Paris, chez la veuve Duchesne, 1780 (lire en ligne), p. 241
- Moreau de Saint-Méry, Description topographique, physique, civile, politique et historique de la partie française de Saint-Domingue, vol. I, 1797 (lire en ligne), p. 246Principale source de cet article, reprise par Dessales (1847) et Cauna (1998)
- Adrien Dessalles, Histoire générale des Antilles, Paris, 1847 (lire en ligne), p. 396
- Jacques de Cauna, L'Eldorado des Aquitains, Gascons, Basques et Béarnais aux Îles d'Amérique, XVIIe – XVIIIe siècle, Biarritz, Éditions Atlantica, 1998, p. 81-85
- Armorial du Béarn, tome I, pp. 91-98 et 166-170